# Éléonore Escallier
Éléonore Escallier, née Éléonore Caroline Légerot en 1827 à Poligny dans le Jura, morte le 14 juin 1888 à Sèvres, est une peintre et céramiste française.

## Biographie
Éléonore Escallier est l'élève de Jules-Claude Ziegler. Elle est une des premières femmes peintres de province installée à Paris[réf. nécessaire]. Elle est surtout connue pour ses peintures de fleurs et de fruits.
En 1848, elle épouse Escallier. Elle commence à exposer ses peintures de fleurs au Salon de Paris de 1857, où elle envoie ses tableaux le Vase de fleurs et Les Iris. Elle expose jusqu'en 1880.
Dans son Salon de 1857, Théophile Gautier la trouve « moins brillante, mais plus vraie que Saint-Jean » « elle apporte le dessin et le style dans un genre où jusqu'à présent l'on ne cherchait que l'éclat du ton ». Pour les panneaux exposés au Salon de 1861, L'étang et Le jardin, il écrit qu'ils possèdent « cette science et cette sûreté de dessin qui caractérisent Mme Escallier ».
En 1864, elle participe à la toute première exposition de la Société Nationale des Beaux Arts, créée deux ans plus tôt par Théophile Gautier.
En 1866, elle sollicite l'administration des Beaux-arts pour l'achat de son tableau Fleurs qu'elle avait exposé au Salon « en arguant du fait qu'elle élevait sa famille avec la rétribution de son talent ».
Elle remporte une médaille en 1868.
Pour subvenir à ses besoins financiers après la guerre de 1870, Théodore Deck, dont elle a été une collaboratrice, lui obtient une place de peintre-décorateur à la Manufacture de Sèvres. Elle repose dans la division 8 du cimetière des Bruyères (Sèvres).

## Salons
- Le vase de fleurs, Salon de 1857
- Les Iris, Salon de 1857
- L'étang, panneau décoratif, Salon de 1861
- Le jardin, panneau décoratif, Salon de 1861
- Panier de fleurs, Salon de 1861
- Petit vase de pétunias, Salon de 1861
- Portrait de l'auteur, Salon de 1863
- Un faisan, Salon de 1864
- La jeune fille au poisson, Salon de 1865
- Vase de fleurs, Salon de 1865
- Fleurs, Salon de 1866
- Vase de fleurs, Salon de 1867
- Coin de jardin, Salon de 1867
- Fleurs et oiseaux, faïence, Salon de 1868
- Les chrysanthèmes, Salon de 1869
- Les pêches, Salon de 1869
- Fleurs d'automne, Salon de 1870
- Prunes monsieur, Salon de 1870
- Fleurs du printemps, Salon de 1872
- Pêches et raisins du Jura, Salon de 1872, musée des beaux-arts de Dijon
- Coin de jardin, Salon de 1873
- Dernières fleurs, Salon de 1873
- Fleurs d'automne, Salon de 1874
- Fruits, Salon de 1874
- Œillets de mai, Salon de 1874
- deux panneaux décoratifs pour le palais de la Légion d'honneur, Salon de 1875[4]
- Le panier de muguet, Salon de 1875
- Bourriche de quarantins, Salon de 1877
- le Printemps, carton pour la tapisserie de Beauvais pour le grand escalier du palais du Luxembourg, Salon de 1880

## Collections publiques
- Le Printemps, tapisserie de Beauvais, grand escalier du palais du Luxembourg
- Panneaux décoratifs pour le palais de la Légion d'honneur
- Pêches et raisins du Jura, musée des beaux-arts de Dijon